# Razvan Lungu
Razvan Lungu, zis si Soso, este un militant de origine romana al sistemului de plata pausal al curentului electric, incalzirii si intretinerii in cadrul unor asociatii de proprietari. De asemenea este cunoscut ca un republican, fiind se pare implicat in ceea ce s-a numit republica de la Ploiesti. Nu exista foarte multe date publice despre el, se stie ca iubeste de asemenea horticultura, mai ales ramura pomicola, dar nu se implica suficient in cresterea si ingrijirea pomilor, fiind un observator mai degraba al fenomenului in ciuda faptului ca are studii temenice in aceste domenii. Insa practica il omoara.